# 1855 Korolev
1855 Korolev је астероид главног астероидног појаса са средњом удаљеношћу од Сунца која износи 2,247 астрономских јединица (АЈ).
Апсолутна магнитуда астероида је 12,5.